# Arriva
Arriva plc è uno dei più grandi operatori nel settore trasporto passeggeri in Europa, con circa 40 000 dipendenti e un volume di passeggeri trasportati che supera gli 1.2 miliardi annui nei 13 paesi europei in cui è presente.
Gestisce un’ampia gamma di servizi: trasporto pubblico locale urbano e interurbano, servizi ferroviari regionali e nazionali, tram, collegamenti marittimi, servizi a chiamata e servizi per disabili.
Arriva dal 2010 al 2023 ha fatto parte di Deutsche Bahn (DB) ed è stata responsabile del trasporto locale/regionale passeggeri al di fuori della Germania.

## Storia
Fondata da TSK Cowie nel 1938 a Sunderland, la T Cowie, inizialmente, operava come rivendita di motociclette di seconda mano. Negli anni '60 l'azienda ha esteso il suo business anche alle rivendite di automobili, diventando nel 1972 la più grande impresa di noleggio di veicoli di tutto il Regno Unito.
Nel 1994, con il ritiro in pensione del figlio del fondatore Tom Cowie, alle redini dell'azienda dal 1948, T Cowie è stata rinominata Cowie Group.
Contestualmente, con la liberalizzazione del mercato dei trasporti, tra il 1994 e il 1996 sono state acquisite diverse aziende del settore, tra cui la Leaside Buses, la South London Transport e la British Bus.
Da concessionario di automobili il Cowie Group è stato riquotato, nella borsa di Londra, come Gruppo di Trasporti. Nel 1997, tramite un processo di rinnovamento dell’identità aziendale, il Cowie Group è diventato Arriva, effettuando nello stesso anno la prima acquisizione al di fuori del Regno Unito, la danese Unibus.
Tra il 1999 e il 2003 Arriva ha ceduto i rami del suo business relativi alle rivendite di auto e moto e noleggio veicoli, acquisendo nel 2000 due delle principali aziende ferroviarie del Regno Unito, la Merseyrail Electrics e la Northern Spirit.
Nell’aprile 2010 Deutsche Bahn ha fatto un'offerta di acquisto per 7.75£ ad azione, per un totale di 1 miliardo e 585 milioni di sterline. L’offerta è stata approvata dalla commissione europea nell'agosto 2010, con la condizionale che Deutsche Bahn avrebbe dovuto rimettere a mercato i servizi di Arriva in Germania. L'acquisizione è divenuta effettiva il 27 agosto 2010, e Arriva è stata tolta dal mercato azionario di Londra il 31 agosto 2010.
Nel 2011 Arriva ha acquisito la Grand Central Railway, e ha venduto Arriva Scotland west. Nel marzo 2013 Arriva ha acquisito in blocco le operazioni di Veolia Transport nell'Europa centrale.
Nell'ottobre 2023 Deutsche Bahn ha annunciato che nel 2024 l'azienda sarà ceduta al fondo I Squared, nell'ottica di una rifocalizzazione sui servizi in Germania.

## Attività

### Croazia
Arriva è entrata nel mercato croato nel maggio 2013 nel contesto dell'acquisto delle operazioni nel centro Europa di Veolia Transport, con 120 bus. Nel luglio 2017 Arriva ha acquisito Autotrans, diventando così il primo operatore di trasporto pubblico del paese.

### Danimarca
Nel settembre del 1997 Arriva ha acquisito Unibus, prima acquisizione esterna al Regno Unito. L'espansione è proseguita nel 1999, con l’acquisizione di Bus Denmark, e nel 2001, quando Arriva ha acquisito Combus, il più grande di trasporto pubblico danese, per un totale di oltre 1200 bus.
Nell’agosto 2004 Arriva ha acquisito Wulff, che opera nello Jutland e a Copenaghen, mentre nel 2007 Arriva ha acquisito Veolia Denmark, il secondo operatore del paese con un totale di 640 bus.
Arriva gestisce il 50% dei servizi a Copenaghen, dove opera anche trasporti marittimi, e il 40% nel resto del paese.
Arriva è entrata nel mercato ferroviario danese nella prima metà del 2002, operando la linea da Varde alla Norre Nebel line. Nel Marzo 2012 Arriva ha vinto la gara per operare il servizio fino al 2018.
Nel 2003 Arriva ha iniziato ad operare il servizio nello Jutland con un contratto di 8 anni. Nel 2009 il contratto è stato rinnovato fino al 2018. Arriva gestisce il 17% del mercato ferroviario danese.

### Italia
Arriva Italia gestisce il servizio di trasporto pubblico locale in Valle d'Aosta e nelle province di Torino, Brescia, Bergamo, Lecco e Cremona, oltre ad effettuare collegamenti aeroportuali e il servizio di trasporto per studenti disabili e a ridotta mobilità nel comune di Roma Capitale. Come holding, Arriva Italia possiede la maggioranza nelle società Arriva Udine e Arriva Veneto e quote di minoranza in ASF Autolinee e Trieste Trasporti.

### Paesi Bassi
Arriva è entrata nel mercato olandese nel 1998 con l'acquisizione della Vancom Nederland, comprando nel dicembre dello stesso anno anche la Veonn&Hanze.
Tra il 2003 e il 2005 Arriva ha incrementato la sua presenza nella zona vincendo gare per la Provincia di Groningen, Drenthe e altre regioni; dal 2012 Arriva ha vinto un’altra serie di contratti per Leiden, Leeuwarden, il Friesland e Alphen ann den Rijn.
Nel settore ferroviario Arriva è entrata nel mercato nel 1998 con una joint venture con Nederlandse Spoorwagen, successivamente rebrandizzata solo come Arriva. Nel 2005 l'azienda ha vinto la gara per il contratto di servizio di 15 anni per la regione del Groningen e Leeuwarden.
Arriva opera anche servizi da Dordrecht a Gorinchem, da Harlingen Haven e Stavoren. Dal 2012 Arriva opera anche la linea tra Zwolle ed Emmen, questa però sotto la controllata Spurt.
Nel 2016 Arriva si è aggiudicata la vittoria nella gara per la gestione dei servizi integrati, quindi sia autobus che ferroviari, nella regione del Limburg.

### Polonia
Arriva è entrata nel mercato polacco con l'acquisizione di Veolia Transport Central Europe per un totale di 840 autobus.
Per quanto riguarda il settore ferroviario, Arriva nel 2006 ha formato una joint venture con PCC rail, Arriva PCC. Nel 2010 Arriva ha interamente acquisito PCC e rinominato l'azienda Arriva RP, che nello stesso anno ha visto il suo contratto di servizio rinnovato per altri 10 anni.

### Portogallo
Arriva è entrata nel mercato portoghese nel 2000. Due anni dopo ha acquisito il 51% delle quote di uno dei principali operatori della regione, Transporte Sul do Tejo, con l'opzione per acquisire interamente l’azienda.
Nel maggio 2006 Arriva ha acquisito il 21% della principale compagnia nazionale, la Barranqueiro, che opera servizi urbani ed extraurbani a Lisbona, incrementando poi la partecipazione fino al 35% delle quote.
Arriva Portugal ha cessato le sue operazioni il 31 dicembre 2021, mentre nel maggio 2022 è stato trovato un accordo con Dan Group per la cessione delle quote di Transporte Sul do Tejo.

### Regno Unito
Arriva, tramite Arriva UK Bus, opera servizi di trasporto a Londra, nel nord-est, nord ovest e sud est dell’Inghilterra, nello Yorkshire, nelle Midlands e in Galles. UK Bus possiede una flotta di quasi 6000 autobus.
Tramite Arriva UK Trains, l’azienda opera dal 2000 servizi ferroviari tramite svariate controllate:
- Arriva Rail London – Circondario di Londra
- Arriva Train Wales – Galles
- Chilltern Railways – Londra-Birmingham
- CrossCountry – Operatore nazionale
- Grand Central – Sunderland, Bradford, Londra
- Northern – Inghilterra del nord

### Repubblica Ceca
Arriva è entrata nel mercato tra il 2006 e il 2007, acquisendo tre aziende (Transcentrum Bus, Bosàk Bus e Osnado) e fondando l’azienda ferroviaria Arriva Vlaky nel 2009. Queste aziende sono oggi incluse nella holding Ceska Republica s.r.o,
Nel luglio 2013 Veolia Transport Ceska Republika e le sue 4 controllate sono state acquisite da Arriva Transport Cesca Republika, e le quattro aziende sono state rinominate Arriva Praha, Arriva Teplice, Arriva Vychodni Cechy e Arriva Morava.
Grazie a questa operazione Arriva è oggi il principale operatore di trasporto pubblico del paese, gestendo un totale di 1960 autobus.

### Serbia
Arriva è entrata nel mercato serbo nel 2013, con l’acquisizione di Veolia Transport Central Europe. Oggi gestisce anche servizi di trasporto urbani nella città di Nis.

### Slovacchia
Arriva ha fatto il suo ingresso nel mercato slovacco nel 2008, con l’acquisizione dell’80% delle quote della Eurobus Invest.
Dal 2016 Arriva opera anche servizi a lunga percorrenza internazionali tramite la controllata Arriva Express.

### Slovenia
Arriva è entrata nel mercato sloveno nel 2013, con l’acquisizione di Veolia Transport Central Europe. Qui gestisce le reti di trasporto pubblico urbano di alcune delle principali città della nazione.

### Spagna
Nel 1998 Arriva ha effettuato alcune importanti acquisizioni in Galizia, in particolare La Coruna, Lugo e Ourense. Nel 2007 Arriva ha acquisito Empresa de Blas y Cia, cominciando ad operare servizi suburbani a Madrid.

### Svezia
Arriva ha iniziato ad operare in Svezia nel 1997 nella regione di Stoccolma.
Arriva opera dal 2007 servizi ferroviari nella Contea della Scania. Nel 2009 ha vinto la gara per il servizio tra Göteborg e Örebro.
Dal 2012 Arriva opera linee metropolitane e suburbane nel circondario di Stoccolma, avendo vinto una gara per operare servizi anche nelle aree urbane di Bromma, Täby e Solna.
Il 24 marzo 2022 Arriva ha siglato un accordo con VR Group per la cessione di Arriva Sweden, diventata effettiva a partire dal 1º luglio 2022.

### Ungheria
Nell’aprile 2008 Arriva ha acquisito l’80% di Eurobus Invest, il più grande operatore privato di bus del paese.
In Ungheria Arriva ha attiva una joint venture con Videoton Holding tramite cui, da maggio 2013, ha iniziato ad operare servizi di trasporto a Budapest dopo l’assegnazione del servizio per 8 anni.